# Empis levicula
Empis levicula är en tvåvingeart som beskrevs av Daniel William Coquillett 1895. Empis levicula ingår i släktet Empis och familjen dansflugor.
Artens utbredningsområde är Illinois. Inga underarter finns listade i Catalogue of Life.